# Commission électorale indienne
La Commission électorale indienne (en anglais : Election Commission of India, en hindi : भारतीय चुनाव आयोग) est un organe autonome d'Inde établie par la Constitution. Elle est chargée de l'organisation et du contrôle de toutes les élections du Parlement, des législatures des États et territoires, du Président et du Vice-président.
Sous la surveillance de la Commission, l'Inde organise des élections généralement considérées comme libres et démocratiques depuis 1950.
La Commission se compose d'un Commissaire-en-chef et de deux Commissaires nommés par le Président de l'Inde.